# Kuhturm (Leipzig)

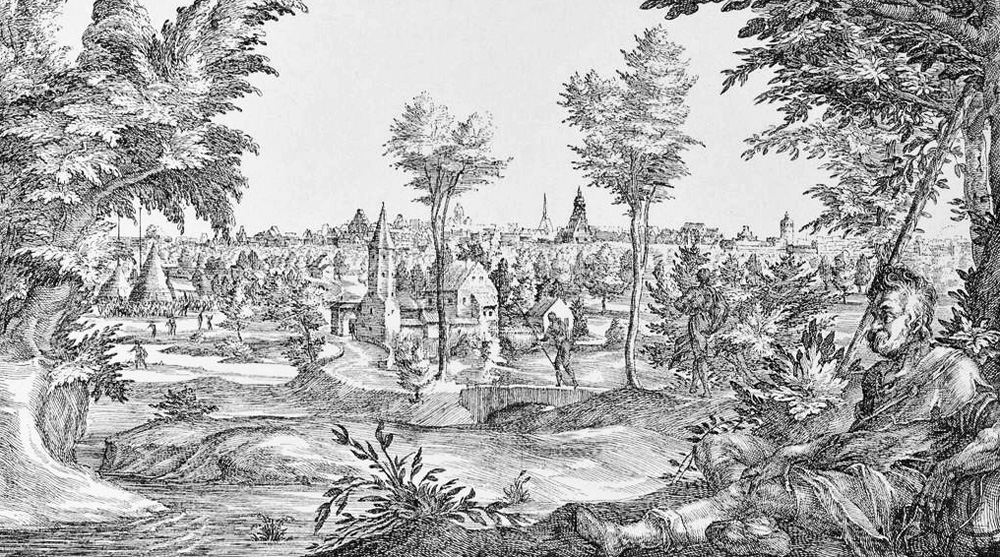
Leipzig 1594 von Westen gesehen, vorn die Kuhburg mit dem Kuhturm

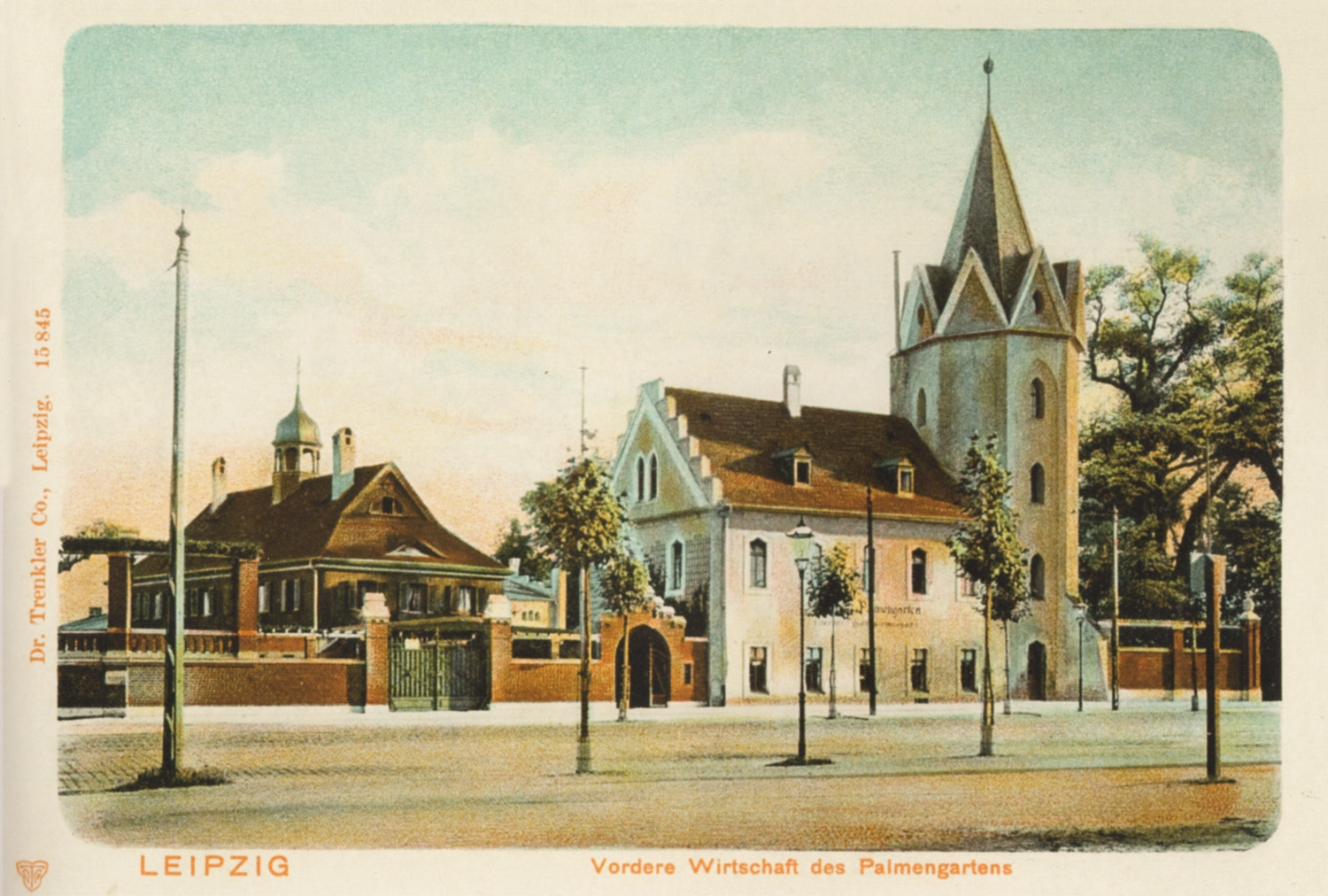
Der Kuhturm mit dem Vorderen Palmengarten-Restaurant, um 1900

Plan des Kuhburger Wassers mit dem Kuhturm, 1867

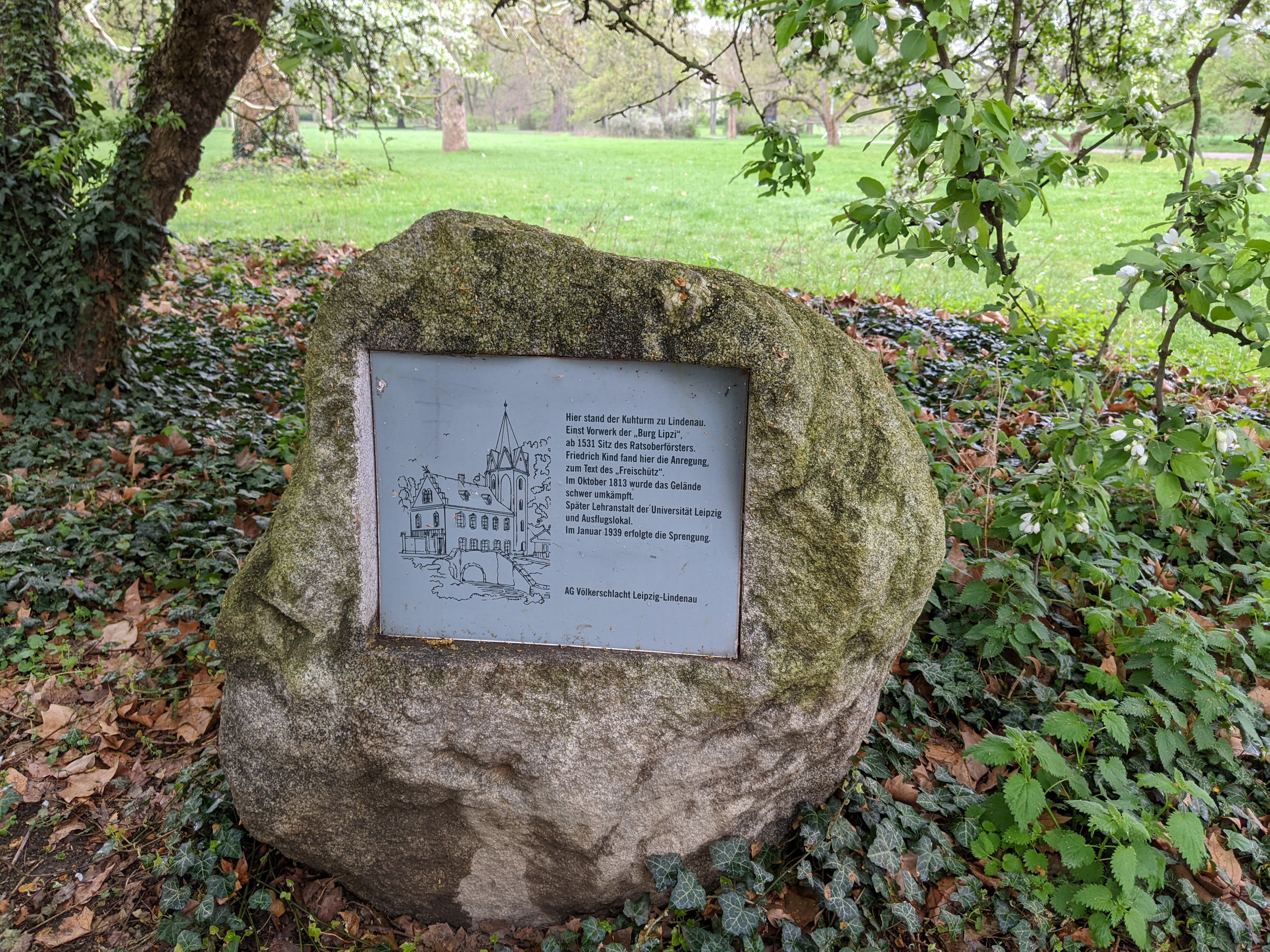
Gedenkstein am ehemaligen Standort in Leipzig-Lindenau

Der Kuhturm war ein Überbleibsel der ehemaligen Kuhburg im Leipziger Stadtteil Alt-Lindenau, einem Besitz der Herren von Koburg. Nach der Burg wurde das Kuhburger Wasser benannt. Der Turm stand bis 1938 an der Frankfurter Chaussee (heute Jahnallee) im Norden der vormaligen Rathswiese, auf der 1899 der Palmengarten eröffnet wurde.
Der Turm wurde als Brandwache sowie als Aussichtspunkt genutzt, hauptsächlich von Hirten, die ihr Vieh auf der nördlichen Viehweide beobachteten. Seit 1528 beherbergte er die Ratsförsterei und später ein Gasthaus („Vorderes Restaurant Palmengarten“).
1939 wurden der Kuhturm und weitere angrenzende Gebäude zugunsten der geplanten, aber nie veranstalteten Gutenberg-Reichsausstellung gesprengt. Nach dem Kuhturm sind die dem ehemaligen Standort nahe gelegene Kuhturmstraße und die Kuhturmallee sowie eine Galerie in Lindenau benannt.